# Charles de Laet Waldo Sibthorp

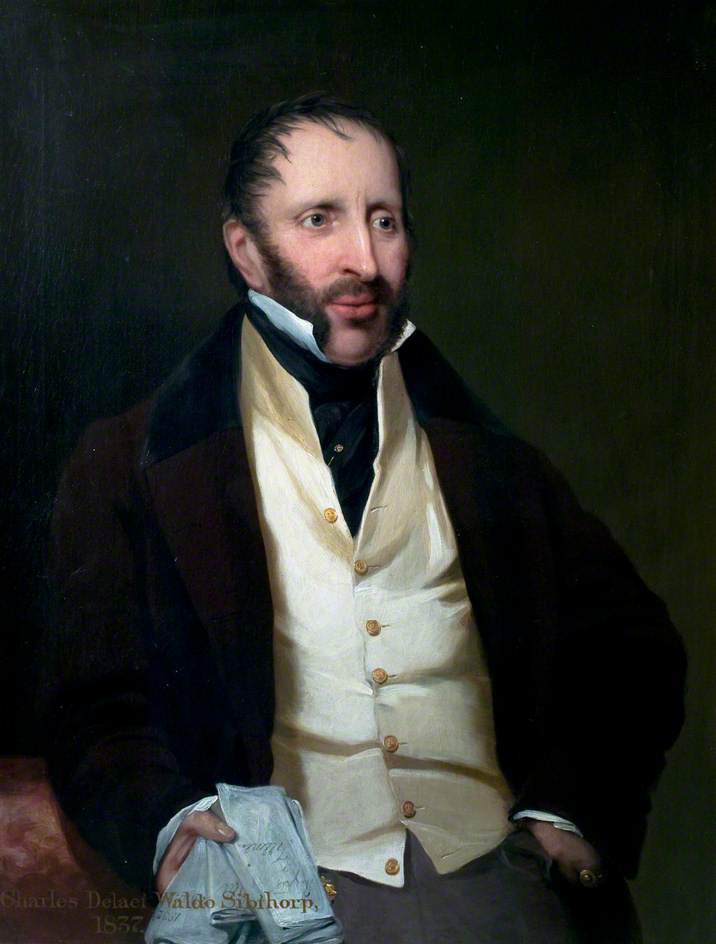
Charles de Laet Waldo Sibthorp

Charles de Laet Waldo Sibthorp (* 14. Februar 1783; † 14. Dezember 1855), bekannt als Colonel Sibthorp, war ein britischer Politiker.
Colonel Sibthorp war ein wegen seines exzentrischen Auftretens oft karikierter Abgeordneter der Tory-Partei im britischen Unterhaus. Er war der politisch bedeutendste und hartnäckigste Widersacher der ersten Weltausstellung (Great Exhibition) im Londoner Hyde Park 1851.